# Округ Грант (Индијана)
Округ Грант (енгл. Grant County) је округ у америчкој савезној држави Индијана.

## Демографија
По попису из 2010. године број становника је 70.061, што је 3.342 (-4,6%) становника мање 2000. године.
| Група             | 2000.          | 2010.          |
| Белци             | 64.607 (88,0%) | 60.633 (86,5%) |
| Афроамериканци    | 5.281 (7,2%)   | 4.888 (7,0%)   |
| Азијати           | 412 (0,6%)     | 411 (0,6%)     |
| Хиспаноамериканци | 1.787 (2,4%)   | 2.517 (3,6%)   |
| Укупно            | 73.403         | 70.061         |